# Floreszeekoekoeksduif
De floreszeekoekoeksduif (Macropygia macassariensis) is een vogel uit de familie Columbidae (duiven). De soort werd ook wel beschouwd als een ondersoort van de timorkoekoeksduif (M. magna).

## Verspreiding en leefgebied
Deze duif komt voor op zuidwestelijk Sulawesi en de Kleine Soenda-eilanden.

### Ondersoorten
- M. m. macassariensis: het zuidwesten van Sulawesi en de eilanden Selayar en Tanakeke ten zuiden van Sulawesi.
- M. m. longa: de eilanden Djampea en Kalaotoa.